# ديفيد جنكينز (متزلج فني)
ديفيد جنكينز (بالإنجليزية: David Jenkins) هو طبيب أمريكي، ولد في 29 يونيو 1936 في آكرون في الولايات المتحدة.

## وصلات خارجية
- دايفيد جنكينز على موقع أوليمبيديا (الإنجليزية)
- دايفيد جنكينز على موقع قاعة كولورادو للمشاهير الرياضية (الإنجليزية)
- دايفيد جنكينز على موقع الموسوعة البريطانية (الإنجليزية)